# Call of Juarez: Bound in Blood
Call of Juarez: Bound in Blood är ett förstapersonsskjutar-spel, utvecklat av Techland och utgivet av Ubisoft. Spelet släpptes den 30 juni 2009.

## Handling
Spelet har Vilda västerntema, med revolvermän, laglösa, dueller, flykter från fängelse, bankrån, och indiankonflikter. Spelet har två karaktärer, bröderna Ray och Thomas McCall och utspelar sig under och efter det amerikanska inbördeskriget. Under de flesta uppdragen går det att välja vilken bror man vill spela som, men i en del uppdrag måste man välja en förutbestämd bror. Bröderna har olika sorts verkan på ett uppdrag: ofta kommer spelaren stöta på skilda vägar för den bror man väljer, eller vissa huvudpunkter där den ena behöver göra någon särskild handling samtidigt som den andra gör något annat. Exempelvis kan Thomas med sitt cowboyrep hissa sig upp till toppen av en byggnad för att täcka Ray medan han angriper. En brors berättelse kommer att vara annorlunda än den andres. I början av spelet kommer spelaren flyttas från uppdrag till uppdrag, mellan vissa uppdrag kommer det att finnas en öppen och fri värld där spelaren kan ta sidouppdrag för att skaffa sig nya vapen och få poäng, för att antingen anfalla eller försvara. I varje uppdrag finns en köpman som säljer vapen av olika slag.
Vapnen i spelet är rekonstruerade från 1800-talet. Man kan välja mellan revolvrar, gevär, hagelgevär, tunga vapen, kastknivar och pilbågar. Man kan också använda kanoner i olika uppdrag. Vapnen finns utplacerade runtom och kan även tas av döda fiender, och köpas av köpmän. Man börjar med ett rostigt gammalt vapen, sedan förbättrar man sina vapen steg för steg. Ju högre nivå man når desto större skada/precision/hastighet blir det när man laddar om. Dessutom är vissa vapen silverfärgade och guldfärgade.
Respektive bror är specialiserad på olika vapen. Ray är bäst med snabbskjutande pistoler på kort avstånd och med hagelgevär. Han är den ende som kan bära dubbla revolvrar, dynamit och en gatlingkulspruta. Thomas är bäst med vapen såsom gevär och precision på att sikta. Han kan inte bära dubbla revolvrar och har inte ett harnesk som hans bror har, men hans precision och hantering av gevär är mycket bättre än Rays. Emedan han är mindre och lättare kan han smyga bättre än Ray. Han kan även bära kastknivar och en jaktbåge.

## Multiplayer
Spelets multiplayer-läge är mestadels gruppbaserade, med en mängd mål och karaktärsklasser tillgängliga. Ett lag spelar som "lawmen" och det andra spelar som "Outlaws". I vissa spelstilar kan spelaren byta lag efter varje match. Spelet använder ett belöningssystem för poängsättning, när en spelare har dödat ett stort antal fiender stiger spelarens värde för sina motståndare. Vissa multiplayer-banor är inspirerade av berömda Vilda Västern-filmscener.